# 多林西克 (索斯尼齊亞區)
51°26′14″N 32°35′38″E / 51.43722°N 32.59389°E
多林西克（烏克蘭語：Долинське），是烏克蘭北部的村莊，隸屬切爾尼希夫州的科留基夫卡區。該村面積0.85平方公里，海拔高度117米，2001年人口252，人口密度每平方公里296.5人。